# Dalima calamina
Dalima calamina är en fjärilsart som beskrevs av Butler 1880. Dalima calamina ingår i släktet Dalima och familjen mätare. Inga underarter finns listade i Catalogue of Life.